# Michaił Chwastou
Michaił Michajławicz Chwastou (biał. Міхаіл Міхайлавіч Хвастоў, ros. Михаил Михайлович Хвостов, Michaił Michajłowicz Chwostow; ur. 27 czerwca 1949 w Kozłowszczyźnie w rejonie duniłowickim) – białoruski polityk i dyplomata, w latach 2000–2003 minister spraw zagranicznych Białorusi, ambasador Białorusi w Stanach Zjednoczonych, Meksyku i Kanadzie, przedstawiciel przy instytucjach ONZ.

## Życiorys
Urodził się 27 czerwca 1949 roku we wsi Kozłowszczyzna, w rejonie duniłowickim obwodu połockiego Białoruskiej SRR, ZSRR. W 1975 ukończył Miński Państwowy Pedagogiczny Instytut Języków Obcych, w 1989 roku – Białoruski Uniwersytet Państwowy im. Lenina. Posiada wykształcenie tłumacza-referenta języków francuskiego i angielskiego oraz prawnika.
Pracę rozpoczął jako robotnik w sowchozie „Gorodokskij” (pol. „Horodecki”) w obwodzie witebskim. Odbył służbę wojskową w szeregach Armii Radzieckiej. W latach 1975–1982 pracował jako konsultant, starszy konsultant w Izbie Handlowo-Przemysłowej Białoruskiej SRR. Od 1982 do 1991 rok był III, II sekretarzem, zastępcą kierownika wydziału w Ministerstwie Spraw Zagranicznych Białoruskiej SRR. W latach 1991–1992 pełnił funkcję I sekretarza Stałego Przedstawicielstwa Białorusi przy ONZ. Stanowisko to zajmował w momencie ogłoszenia niepodległości Białorusi 25 sierpnia 1991 roku. W latach 1992–1993 pracował jako I sekretarz Ambasady Białorusi w Stanach Zjednoczonych. W latach 1993–1994 był kierownikiem wydziału, szefem zarządu MSZ Białorusi. Od 1994 do 1997 roku pełnił funkcję zastępcy ministra spraw zagranicznych Białorusi. Od 1 października 1997 do 11 sierpnia 2000 roku był ambasadorem Białorusi w Kanadzie. Tego samego dnia został doradcą prezydenta Białorusi. Od 27 listopada 2000 roku był zastępcą premiera – ministrem spraw zagranicznych Białorusi. Funkcję szefa MSZ pełnił do 21 marca 2003 roku, kiedy został ambasadorem Białorusi w Stanach Zjednoczonych i jednocześnie w Meksyku. Od czerwca 2009 roku do sierpnia 2015 roku objął stanowisko stałego przedstawiciela Białorusi przy Biurze ONZ i innych organizacjach międzynarodowych w Genewie.

## Odznaczenia
Order Honoru (2014), Gramota Pochwalna Rady Ministrów Republiki Białorusi (1999).

## Oceny
Zdaniem Andreja Lachowicza, w czasie kryzysu w stosunkach między Białorusią a państwami zachodnimi po wyborach prezydenckich w 2001 roku, Chwastou na polecenie Alaksandra Łukaszenki odegrać miał rolę aktywnego uczestnika „zimnej wojny” z Zachodem. Przywódca Białorusi mianował go potem na ambasadora w Stanach Zjednoczonych, aby zademonstrować, że normalizacja stosunków będzie możliwa tylko pod warunkiem jednostronnych ustępstw ze strony państw zachodnich.

## Życie prywatne
Michaił Chwastou jest żonaty, ma dwoje dzieci.